# Nogal (Nuevo México)
Nogal es un lugar designado por el censo ubicado en el condado de Lincoln en el estado estadounidense de Nuevo México. En el Censo de 2010 tenía una población de 96 habitantes y una densidad poblacional de 5,17 personas por km².

## Geografía
Nogal se encuentra ubicado en las coordenadas 33°32′22″N 105°42′38″O / 33.53944, -105.71056. Según la Oficina del Censo de los Estados Unidos, Nogal tiene una superficie total de 18.58 km², de la cual 18.58 km² corresponden a tierra firme y (0%) 0 km² es agua.

## Demografía
Según el censo de 2010, había 96 personas residiendo en Nogal. La densidad de población era de 5,17 hab./km². De los 96 habitantes, Nogal estaba compuesto por el 93.75% blancos, el 0% eran afroamericanos, el 4.17% eran amerindios, el 2.08% eran asiáticos, el 0% eran isleños del Pacífico, el 0% eran de otras razas y el 0% pertenecían a dos o más razas. Del total de la población el 8.33% eran hispanos o latinos de cualquier raza.